# Núi Sập (thị trấn)
Núi Sập is een thị trấn in Vietnam en is de hoofdplaats van het district Thoại Sơn in de provincie An Giang.